# 24. nordlige breddekreds
Den 24. nordlige breddekreds (eller 24 grader nordlig bredde) er en breddekreds, der ligger 24 grader nord for ækvator. Den løber gennem Afrika, Asien, det Indiske Ocean, Stillehavet, Nordamerika og Atlanterhavet.